# Бела Вішта (футбольний клуб)
Групу Дешпортіву Віторія Бела Вішта або просто Бела Вішта (порт. Grupo Desportivo Vitória Bela Vista) — футбольний клуб з містечка Невіш в районі Лобата на острові Сан-Томе, в Сан-Томе і Принсіпі. В місті Невіш виступає ще одна футбольна команда — ФК «Невіш».

## Історія
Бела Вішта грав протягом багатьох років у Другому дивізіоні Чемпіонату острова Сан-Томе з футболу, грали переважно проти інших футбольних клубів з північної частини острова. Клуб також жодного разу не вигравав будь-який значемий трофей. У 2001 році Бела Вішта посів восьме місце, в цій лізі і четверте місце в сезоні 2002/03 років. У наступні роки клуб не зміг вийти до вищого дивізіону Чемпіонату Сан-Томе з футболу.
Починаючи з 2014 року разом з іншими трьома клубами з острову Бела Вішта більше не бере участі в жодному з чемпіонатів острова.